# Kameralamt Tettnang
Das Kameralamt Tettnang war eine Einrichtung des Königreichs Württemberg, die im Amtsbezirk Besitz und Einkommen des Staates verwaltete. Es bestand von 1810 bis 1922 in Tettnang. Das Kameralamt wurde im Rahmen der Neuordnung der Staatsfinanzverwaltung im Königreich Württemberg geschaffen. 

## Geschichte
Gemäß einer Verfügung vom 3. Januar 1811 sind die Distrikte Langenargen, Oberdorf und Unterschussental sowie die Herrschaft Neuravensburg dem Kameralamt Mengen zugewiesen worden, während die Ämter Bodnegg und Eschach dem Kameralamt Tettnang zugeteilt wurden.
Durch Verordnung vom 6. Juni 1819 hat das Kameralamt Tettnang die Forst- und Jagdgefälle des Reviers Tettnang übernommen.
Laut Verfügung des Finanzministeriums vom 19. Juni 1835 wurden die mit der Herrschaft Weißenau erworbenen Besitzungen und Gefälle, welche im Kameralamtsbezirk Tettnang gelegen waren, diesem Kameralamt zugeteilt.
Gemäß Verfügung des Finanzministeriums vom 22. Juni 1838 hat das Kameralamt Tettnang
- vom aufgelösten Kameralamt Friedrichshafen die nachfolgenden Gemeinden des Oberamts Tettnang übernommen: Ailingen mit 9 Parzellen, Hirschlatt mit 7 Parzellen, Berg mit 21 Parzellen, Langenargen, Eriskirch mit 3 Parzellen, Oberdorf mit 18 Parzellen, Ettenkirch mit 27 Parzellen, Oberteuringen mit 15 Parzellen, Friedrichshafen, Taldorf mit 25 Parzellen sowie das Forstrevier Hirschlatt
- an das Kameralamt Weingarten die nachfolgenden Gemeinden des Oberamts Ravensburg abgetreten: Bodnegg mit 100 Parzellen, Eschach mit 32 Parzellen, darunter Weißenau sowie das Forstrevier Weißenau.

Durch Dekret vom 6. März 1843 hat das Kameralamt Tettnang an das Kameralamt Altdorf die Gemeinde Taldorf mit Parzellen – darunter Erbenweiler – abgetreten.